# Zethus rhodesianus
Zethus rhodesianus är en stekelart som beskrevs av Giordani Soika 1940. Zethus rhodesianus ingår i släktet Zethus och familjen Eumenidae. Inga underarter finns listade i Catalogue of Life.